# Gregoryaster
Gregoryaster is een geslacht van uitgestorven zee-egels uit de familie Schizasteridae.

## Soorten
- Gregoryaster expansa (Forbes, 1856) † Campanien-Maastrichtien, Zuid-India.